# Tordis Ørjasæter
Tordis Ørjasæter (n. 25 martie 1927) este un critic literar, biograf și romancier de origine norvegiană.

## Carieră
Tordis Ørjasæter a fost particular angajată și preocupată cu cultura și literatura pentru copii. A scris cărți cu titluri dureroase, descriind diferiți copii cu retard mintal. A început să scrie lucrări biografice, ca de exemplu pentru Sigrid Undset, Selma Lagerlöf, Tove Jansson și Nini Roll Anker. I-a fost acordat Premiul Brage în 1993.